# Adri
Adri – miejscowość w Hiszpanii, w Katalonii, w prowincji Girona, w comarce Gironès, w gminie Canet d'Adri.
Według danych INE z 2004 roku miejscowość zamieszkiwały 53 osoby.